# Guy Drut
Guy Drut (* 6. prosince 1950 Oignies) je bývalý francouzský atlet, olympijský vítěz v běhu na 110 metrů překážek z roku 1976.

## Sportovní kariéra
V sedmdesátých letech 20. století patřil k nejlepším běžcům na 110 metrů překážek na světě. Už v necelých devatenácti letech skončil čtvrtý na mistrovství Evropy v Athénách. O rok později na evropském halovém šampionátu ve Vídni vybojoval na 60 metrů překážek bronzovou medaili. V roce 1972 se stal halovým mistrem Evropy v běhu na 50 metrů překážek a na olympiádě v Mnichově doběhl ve finále běhu na 110 metrů překážek druhý za Američanem Milburnem. Rok 1974 pro něj znamenal zisk titulu mistra Evropy v této disciplíně. Největšího sportovního úspěchu dosáhl na olympiádě v Montrealu v roce 1976, kde porazil všechny soupeře a vybojoval zlatou medaili. Posledním úspěchem na mezinárodních závodech byl zisk bronzové medaile v běhu na 50 metrů překážek na evropském halovém šampionátu v Grenoblu v roce 1981.

## Politik a člen MOV
Po skončení atletické kariéry se věnoval podnikání a politice. Od roku 1983 byl s přestávkami členem francouzského parlamentu a v letech 1995–1998 ve vládě premiéra Alaina Juppého ministrem mládeže a sportu. V roce 2005 byl odsouzen pro korupci k patnácti měsícům vězení. O rok později byl prezidentem Jacquesem Chiracem amnestován. Je členem Mezinárodního olympijského výboru.